# Liste der Triebfahrzeuge der Borkumer Kleinbahn

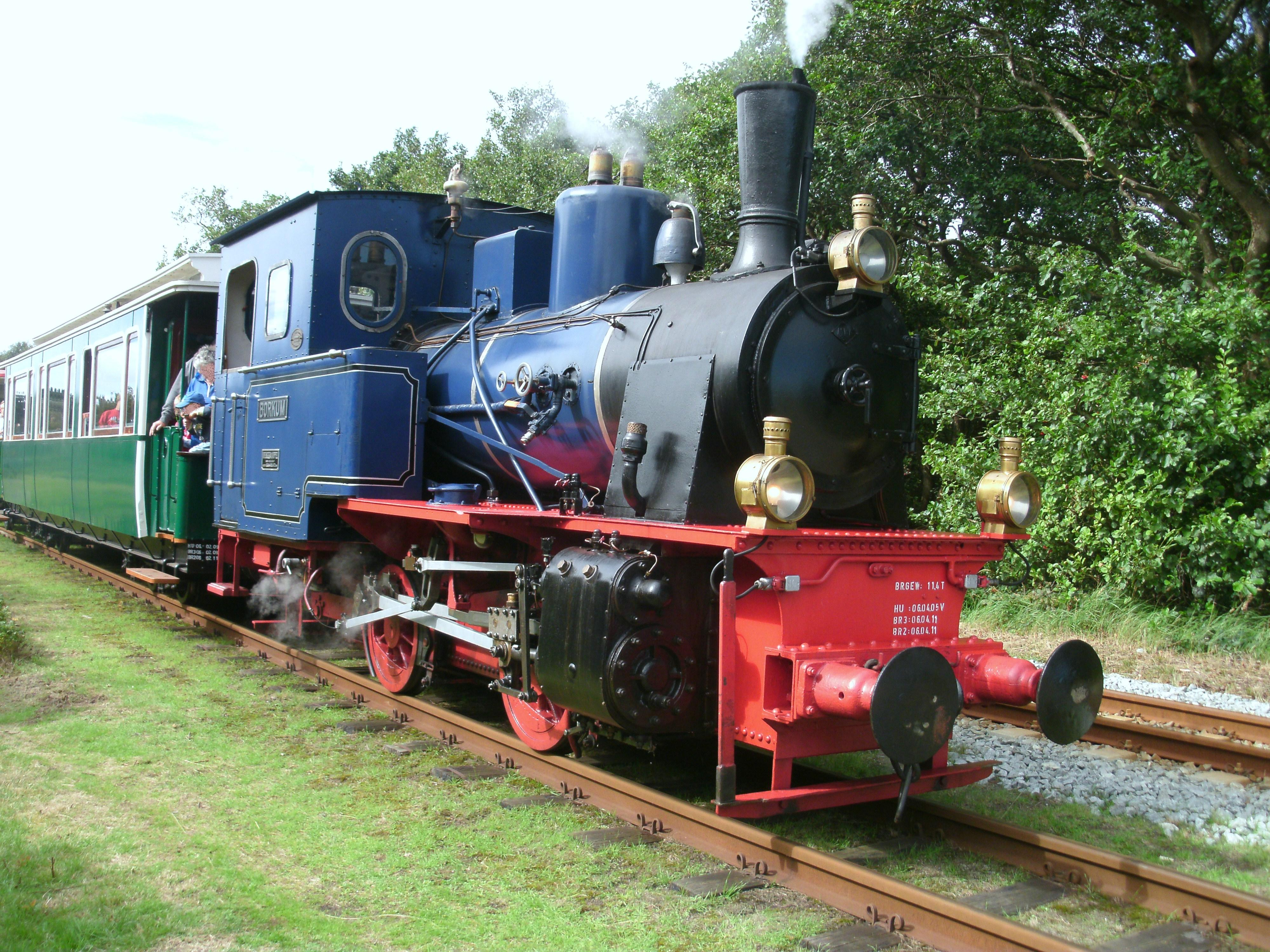
Dampflok Borkum^{III} mit dem Nostalgiezug am Deichschart

Dies ist die Liste der Lokomotiven und Schienenbusse der Borkumer Kleinbahn, der 900-mm-spurigen Inselbahn auf Borkum.
Näheres zur Kleinbahn selbst im Hauptartikel.

## Dampflokomotiven
| Dampflokomotiven             | Dampflokomotiven | Dampflokomotiven | Dampflokomotiven                                                            | Dampflokomotiven                                              | Dampflokomotiven | Dampflokomotiven |
| Name / Bezeichnung           | Hersteller       | Fabriknummer     | Übernahme                                                                   | Ausgemustert / Abgegeben                                      | Leistung         | Bauart           |
| ---------------------------- | ---------------- | ---------------- | --------------------------------------------------------------------------- | ------------------------------------------------------------- | ---------------- | ---------------- |
| Melitta                      | Krauss           | 631              | 1888                                                                        | 1925 verkauft, wahrscheinlich verschrottet                    | 45 PS            | B-n2t            |
| Borkum                       | Krauss           | 1933             | 1888                                                                        | 1925 verkauft, wahrscheinlich verschrottet                    | 50 PS            | B-n2t            |
| Moritz                       |                  |                  | Inbetriebnahme nicht genau bekannt, erwiesen auf Borkum vorhanden seit 1899 | 1910, verschrottet                                            | 60 PS            | B-n2t            |
| Emden                        | Hohenzollern     | 2037             | 1906                                                                        | verschrottet                                                  | 60 PS            | B-n2t            |
| Aurich                       | Hohenzollern     | 2039             | 1906                                                                        | 1952 verschrottet                                             | 60 PS            | B-n2t            |
| Münster                      | Hohenzollern     | 4509             | 1906                                                                        | verschrottet                                                  | 80 PS            | B-n2t            |
| Leer                         | O & K            | 10925            | 1925                                                                        | 1944 bei Bombenangriff zerstört                               | 90 PS            | B-n2t            |
| BorkumII                     | O & K            | 13051            | 1937                                                                        | 1968, seit 1976 als Denkmal in Bevern (Bremervörde) vorhanden | 110 PS           | B-n2t            |
| Dollart, seit 1997 BorkumIII | O & K            | 13571            | 1941                                                                        | (Museumsfahrzeug) betriebsfähig                               | 110 PS           | B-n2t            |

## Diesellokomotiven

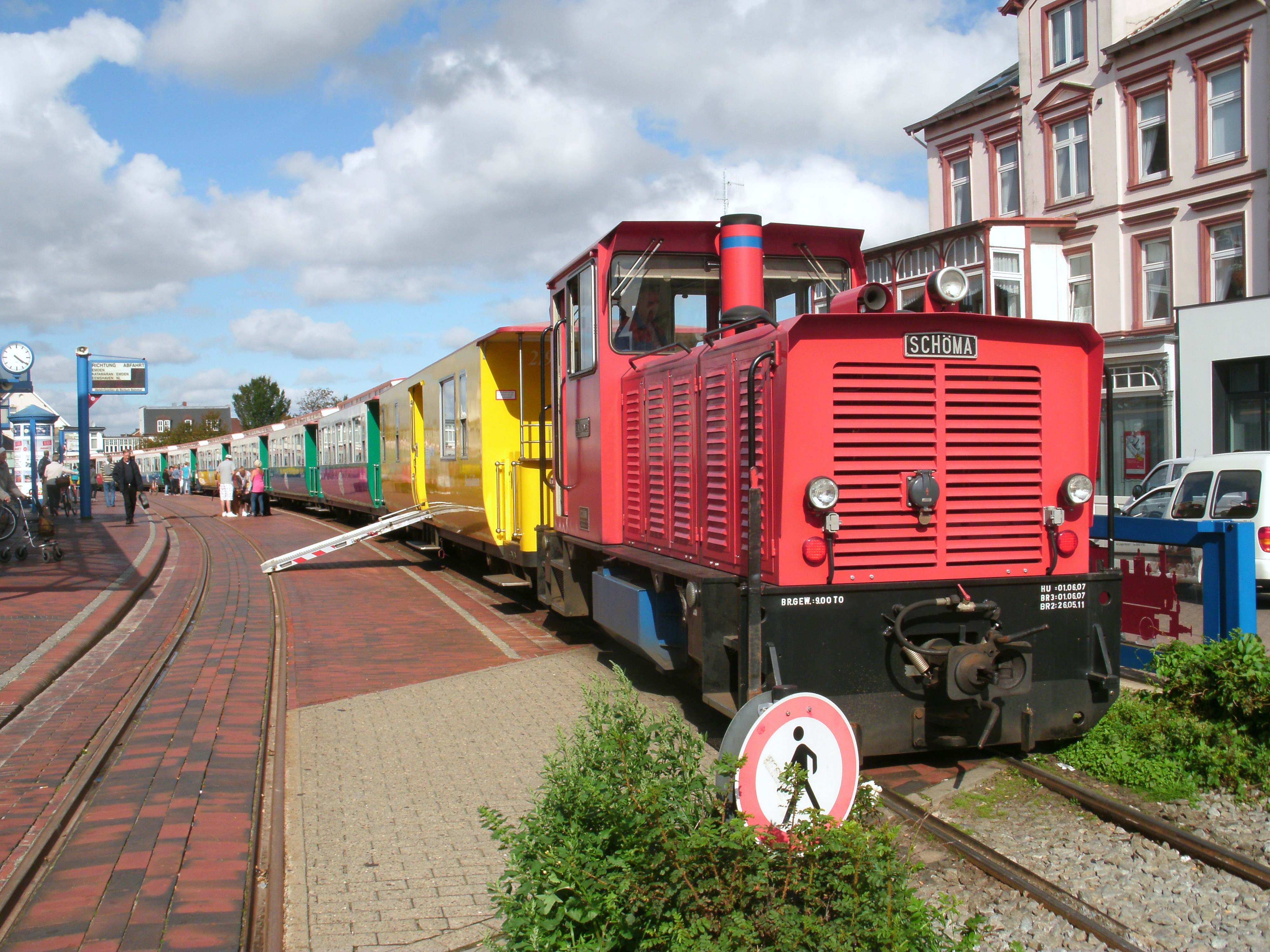
Moderner „Wendezug“ im Inselbahnhof

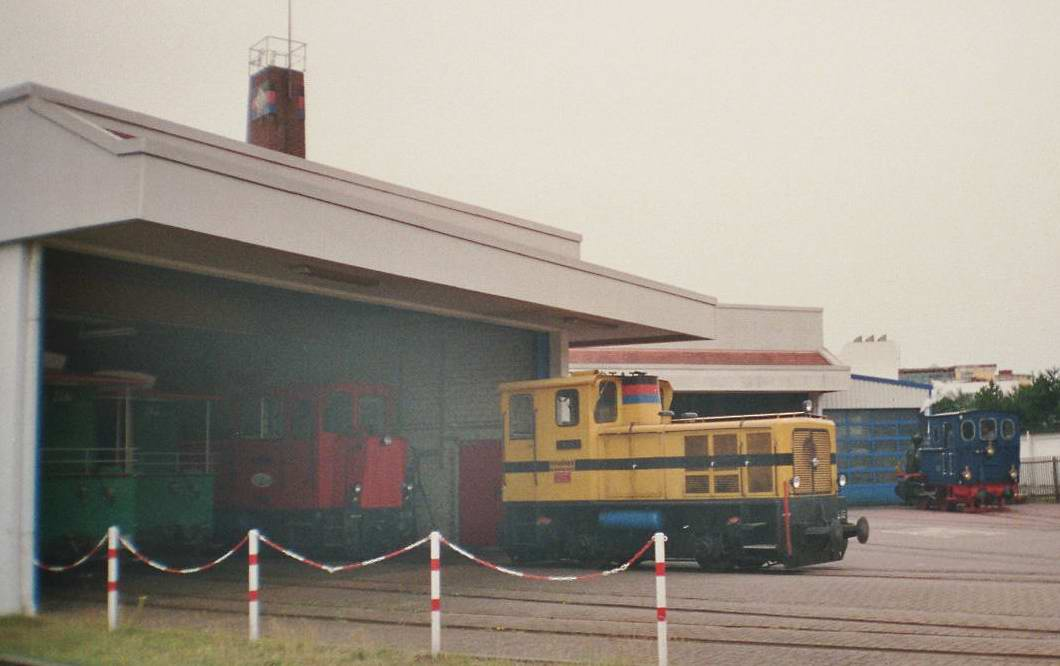
Diesellokomotive Emden^{III} vor dem Lokschuppen, im Hintergrund Dampflok Borkum^{III} vor der Werkstatt

| Diesellokomotiven  | Diesellokomotiven | Diesellokomotiven | Diesellokomotiven   | Diesellokomotiven                             | Diesellokomotiven | Diesellokomotiven |                                        |
| Name / Bezeichnung | Hersteller        | Fabriknummer      | Baujahr (Übernahme) | Ausmusterung                                  | Leistung          | Bauart            |                                        |
| ------------------ | ----------------- | ----------------- | ------------------- | --------------------------------------------- | ----------------- | ----------------- | -------------------------------------- |
| ?                  | DWK               | 551               | 1935                | ?                                             | 40 kW             | B-dm              | vor 1955 verkauft, später verschrottet |
| LeerII             | DWK               | 551               | 1935                | Seit 201x wegen Loch im Motorblock abgestellt | 40 kW             | B-dm              | seit 2016 mit Motorschaden abgestellt  |
| EmdenII            | Henschel          | 25955             | 1942                | 1988 an DEV                                   | 59 kW             | B-de              | seit 1988 verkauft                     |
| MünsterII          | Schöma            | 1989              | 1957                | –                                             | 82 kW             | B-dh              | Betriebsfähig                          |
| EmdenIII           | Schöma            | 3222              | 1970 (1988 gekauft) | –                                             | 169 kW            | B-dh              | Betriebsfähig                          |
| Berlin             | Schöma            | 5342              | 1993                | –                                             | 180 kW            | B-dh              | Betriebsfähig                          |
| Hannover           | Schöma            | 5343              | 1993                | –                                             | 180 kW            | B-dh              | Betriebsfähig                          |
| MünsterIII         | Schöma            | 5385              | 1994                | –                                             | 180 kW            | B-dh              | Betriebsfähig                          |
| Aurich             | Schöma            | 6073              | 2007                | –                                             | 180 kW            | B-dh              | Betriebsfähig                          |

## Schienenbusse/Triebwagen/Dreisinen

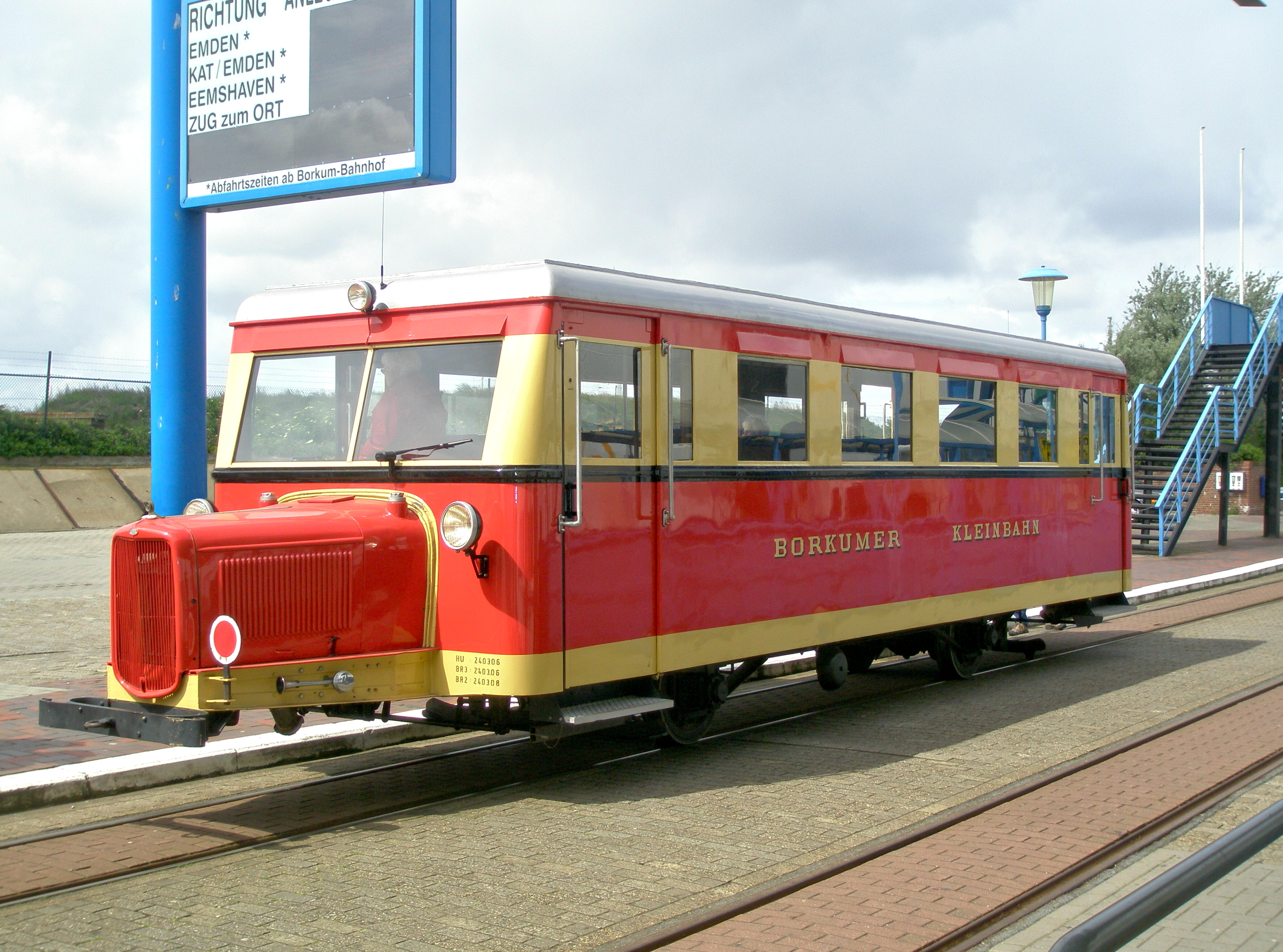
Wismarer Schienenbus T 1 der Borkumer Kleinbahn in Borkum Reede, 2009

| Triebwagen/Draisinen | Triebwagen/Draisinen | Triebwagen/Draisinen | Triebwagen/Draisinen | Triebwagen/Draisinen                                    | Triebwagen/Draisinen          | Triebwagen/Draisinen  |
| Name / Bezeichnung   | Hersteller           | Fabriknummer         | Baujahr              | Ausmusterung                                            | Leistung                      | Bauart                |
| -------------------- | -------------------- | -------------------- | -------------------- | ------------------------------------------------------- | ----------------------------- | --------------------- |
| T 1                  | Waggonfabrik Wismar  | 21145                | 1940                 | Museumsfahrzeug, betriebsfähig                          | 2 × 37 kW, ab 1998: 2 × 40 kW | AA bm; ab 1998: AA dm |
| T 2                  | Waggonfabrik Wismar  | 21123                | 1939                 | 1978 verkauft                                           | 2 × 37 kW                     | AA bm                 |
| T 3                  | Draisinenbau Berlin  |                      | 1937                 | 1947 von Wehrmacht, 1961 verschrottet                   |                               | A1 bm                 |
| 5                    | Draisinenbau Hamburg |                      | 1917                 | Inbetriebnahme 1920 evtl. ex Marine; Verbleib unbekannt |                               |                       |